# Quint reial

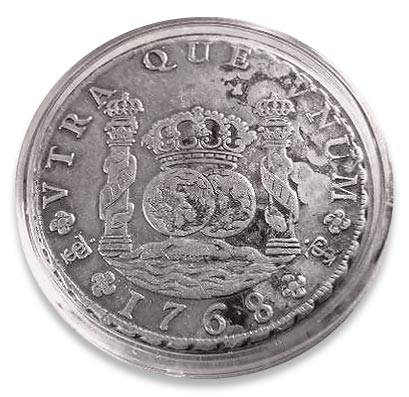
Ral de plata de Potosí

El quint reial (quinto real en castellà) era una ordenança reial, procedent del regne de Castella, que regulava els impostos i taxes que s'havien de pagar per extreure metalls preciosos (principalment, or i plata) dins del territori del Virregnat del Perú i les altres parts d'Amèrica.
Aquest impost que s'havia de pagar al regne de Castella era l'equivalent al 20% de tota la riquesa metàl·lica o en joies que s'obtingués al Virregnat del Perú o fora d'ell. La taxa arribava a mans de la monarquia espanyola en forma de barres de metall preciós, i era cobrat directament per l'administració dels Virreis del Perú.
La llegendària riquesa del Virregnat del Perú va superar els límits de l'Imperi Inca. Abastava des de l'Estret de Panamà fins a l'extrem sud d'Amèrica del Sud, bordejant l'oceà Pacífic i part de l'oceà Atlàntic. La seva extensió geogràfica i la seva potestat política estaven centralitzades a Lima.
Per transportar la màxima quantitat de metalls i joies amb els vaixells espanyols de l'època, moltes obres d'art es van fondre per transformar-les en barres d'or o d'argent i facilitar-ne el transport. Per sort, algunes peces es van salvar perquè els conqueridors s'havien fet molt rics i es podien permetre el luxe de conservar les obres que consideraven més valuoses, pels seus palauets de Lima.